# ミハリャニ - ウプクフ線
ミハリャニ - ウプクフ線（スロバキア語;Železničná trať Michaľany – Łupków）は、スロバキア国鉄の鉄道線の名称である。路線番号は191。
1871年から1874年にかけて開業した。スロヴァキアとポーランドの国境を越える路線であるが、通常はメヂラボルツェ町以南のみの運行となっており、夏季を除いて国境を越える区間に列車は運行されていない。

## 歴史
この路線はハンガリー＝ガリツィア第一鉄道（ハンガリー語: Első Magyar-Gácsországi Vasút, EMGV）により建設されて、ハンガリー共和国シャートラリアウーイヘイからポーランド共和国プシェミシルに至った鉄道の一部である。ハンガリーの主要都市とガリツィアの要塞を結ぶ国際的な保証が必要であった。1869年の法律6号により鉄道建設が7月14日にレゲニミハーイイ（現在ミハリャニ）から国境まで許可されて、工事は1870年3月12日に開始された。レゲニミハーイイ - ホモンナ（現在フメンネー）間は2ヶ月以上の遅延で1871年12月25日に開業された。ホモンナ駅からウプクフトンネルの入口までの工事は1872年8月に一旦完了したものの、利子保証はトンネルの完成後に有効となった。EMGVの資金問題が解決された後に、ホモンナ - トンネル入口区間は1873年6月12日に通行可能となった。オーストリア側の鉄道網は1874年5月31日に長さ416 mトンネルの完成で連結された。1880年代にこの路線は複線化されて、2番目の線路は1887年にメゾェーラボルツ（現在メジラボルツェ）まで1888年にレゲニミハーイイまで設置された。
1915年9月26日、ケロシンを載せたタンク車30両が医療輸送列車を追突する事故がメゾェーラボルツ（現在メジラボルツェ）で発生した。原因はケロシン貨物列車の速度違反で、36人が死亡した。
第一次世界大戦の終戦後、チェコスロバキア国内で2番目の線路は数次にかけて撤去された。1920年にメジラボルツェ - 国境間が、1932年までに全区間が単線となった。

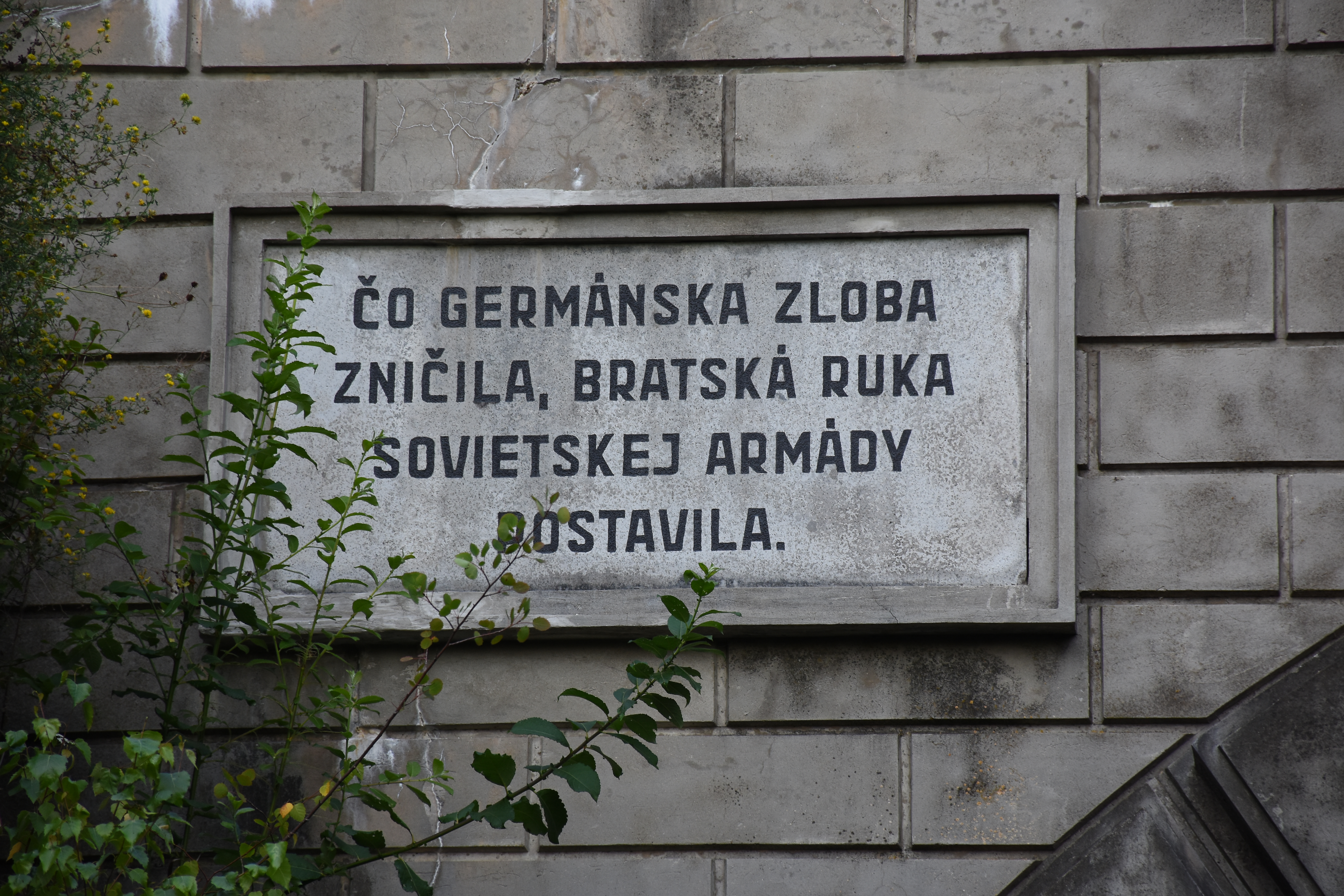
ウプクフトンネル入口上の銘文（スロバキア語）

第二次世界大戦末期にカルパティア山麓におけるウプクフトンネルがドイツ国防軍により爆破された。ソ連の赤軍は破壊されたトンネルの代わりに迂回線路を建設した。全長は3.5 km、最大勾配は3.8 ％に至った。スイッチバックの駅名はロシア語で勝利を意味する「ポビエダ」として与えられた。破壊されたトンネルは1945年8月より坑道から整理され、1946年までソヴィエト技術専門家により再建された。1946年11月7日にトンネルは成功的に再開通された。
1980年代に電車線工事はミハリャニ - バーノヴツェ間に実行されて、1990年12月29日に電気運転が可能となった。
1993年1月1日にこの路線はチェコスロバキアの分離により新生のスロバキア国鉄に編入された。国際旅客列車の通行は1999年6月27日に再開された。
2023年5月11日にエルトラのチェコ支社は入札によりバーノヴツェ - フメンネー間の電化工事許可を獲得した。投資金は2億1400万ユーロに相当して欧州連合は工事費を支援する。

## 運行形態[9]
ミハリャニ - メジラボルツェ間の運賃制は東部総合運輸システム（Integrovaný dopravný systém Východ, IDS Východ）により統合されている。

### 寝台特急「ユーロナイト(EN)」
- スロヴァキア号：　プラハ - トレビショウ - フメンネー
プラハ～トレビショフ～フメンネー間を一日1往復運行する。寝台列車である。トレビショフ以南は190号線に直通する。ただし、2023年9月以降はストラージスケ以北で、2024年3月以降はミハロウツェ以北でバスによる代行輸送を行っている[11][12]。
2015年以前はリーフリク(R)の、ボヘミア号として運行していた。2017年末にスロヴァキア号に変更された。

### 特急「リーフリク(R)」
「ゼンプリーン」号がブラチスラヴァ～トレビショフ～フメンネー間を一日1往復運行する。寝台列車である。トレビショフ以南は190号線に直通する。ただし、2023年9月以降はストラージスケ以北で、2024年3月以降はミハロウツェ以北でバスによる代行輸送を行っている。

### 快速「レギオナルエクスプレス(REX)」
コシツェ～トレビショフ～フメンネー間に、2時間に1本運行している。トレビショフ以南は190号線に直通する。ただし、2023年9月以降はストラージスケ以北で、2024年3月以降はミハロウツェ以北で運休している。
2021年以前は休日の本数がやや少なく、2-4時間に1本の運行であった。

### 普通
区間毎に運転系統が分かれる。
- ミハリャニ - トレビショフ
平日1時間に1本、休日2時間に1本程度運行している。トレビショフ - フメンネー間は運行しておらず、快速がローカル輸送を担っている。
過去の運行形態
2021年以前は、トレビショウ以南が平日・休日とも2時間に1本の運行で、トレビショウでフメンネー方面の快速に接続していた（接続時間は10～11分）。一日2往復に限り、トレビショウ以北でフメンネーまで直通していた。
2022年度より、トレビショウ以北が一日1往復に減便となった。
2023年度より時刻が改正され、トレビショウでの乗換時間が増加した。
2024年度より、トレビショウ以北での運行が取りやめられた。また2024年6月より、平日の本数が増発され、1時間に1本の運行となった。

- フメンネー～メヂラボルツェ町間
2時間に1本の運行。フメンネーで、コシツェ方面の快速と接続する。ただし2023年9月よりバスによる代行輸送を行っている[11]。
2022年度以前は、休日の本数がやや少なく、4時間間隔の空く時間帯もあった。

- メヂラボルツェ - ウプクフ - サノク/ジェシュフ間　【夏季の土・日曜運行】
夏季のみの運行。週2日、一日2往復の運行となる。ウプクフ以北はポーランド国鉄107号線に直通し、ポーランド国内では「ヴォヤク・シュヴェイク」の愛称がつけられている[13]
2017年に運行を開始した。2017-19年度は、土曜日に一日2往復、日曜日に一日1往復の運行であった。2020,21年は、金・土・日曜に一日2往復の運行であった。2022年は、金曜日の運行を取りやめた。

### 過去の運行種別
- 特急「レギオジェット(RJ)」
プラハ～トレビショフ～フメンネー間を一日1往復運行していた。トレビショフ以南は190号線に直通していた。停車駅は、他の特急・寝台特急と同じ。2018年度のみ運行していた。

## 駅一覧
以下では、スロバキア国鉄191号線の駅と営業キロ、停車列車、接続路線などを一覧表で示す。なお、2023年9月より、ミハロウツェ - メヂラボルツェ間で運休し、バスによる代行輸送を行っている。
- 種別
  - EN：寝台特急「ユーロナイト」
  - R：特急「リーフリク」
  - REX：快速
  - Os：普通
- 停車駅
  - ■印：全列車停車
  - ●印：大部分停車、一部通過
  - ○印：大部分通過、一部停車
  - ｜印：全列車通過

| 路線名 | 駅名                                          | 駅間営業キロ | 累計営業キロ | EN | R  | REX | Os | 接続路線                                | 所在地           | 所在地           |
| ------ | --------------------------------------------- | ------------ | ------------ | -- | -- | --- | -- | --------------------------------------- | ---------------- | ---------------- |
| 191    | ミハリャニ駅                                  | -            | 0.0          |    |    |     | ■  | 190号線（チェルナ方面、コシツェ方面）   | コシツェ県       | トレビショフ郡   |
| 191    | ラストヴツェ駅                                | 1.5          | 1.5          |    |    |     | ■  |                                         | コシツェ県       | トレビショフ郡   |
| 191    | ヴェリャティ駅                                | 3.9          | 5.4          |    |    |     | ■  |                                         | コシツェ県       | トレビショフ郡   |
| 191    | スタンチャ駅                                  | 5.9          | 11.3         |    |    |     | ■  |                                         | コシツェ県       | トレビショフ郡   |
| 191    | ウーポル駅                                    | 1.7          | 13.0         |    |    |     | ■  |                                         | コシツェ県       | トレビショフ郡   |
| 191    | トレビショフ駅                                | 7.3          | 20.3         | ■  | ■  | ■   | ■  | 190号線（コシツェ方面）                 | コシツェ県       | トレビショフ郡   |
| 191    | フリニシテ駅(休止中)                          |              | (25.5)       | ｜ | ｜ | ｜  |    |                                         | コシツェ県       | トレビショフ郡   |
| 191    | バーノウツェ・ナド・オンダヴォウ駅            | 10.7         | 31.0         | ■  | ■  | ■   |    | 195号線（ヴェリケー・カプシャニ方面）   | コシツェ県       | ミハロウツェ郡   |
| 191    | ラシコヴツェ駅(休止中 *1)                     |              | (33.2)       | ｜ | ｜ | ｜  |    |                                         | コシツェ県       | ミハロウツェ郡   |
| 191    | ミハロヴツェ停留所(休止中 *1)                 |              | (37.7)       | ｜ | ｜ | ｜  |    |                                         | コシツェ県       | ミハロウツェ郡   |
| 191    | ミハロヴツェ駅                                | 9.6          | 40.6         | ■  | ■  | ■   |    |                                         | コシツェ県       | ミハロウツェ郡   |
| 191    | ペトロヴツェ・ナド・ラボルツォム駅(休止中 *1) |              | (43.6)       | ｜ | ｜ | ｜  |    |                                         | コシツェ県       | ミハロウツェ郡   |
| 191    | ナチナ・ヴェス駅(休止中 *1)                   |              | (49.1)       | ｜ | ｜ | ｜  |    |                                         | コシツェ県       | ミハロウツェ郡   |
| 191    | プステー・チェメルネー駅(休止中 *1)           |              | (52.2)       | ｜ | ｜ | ｜  |    |                                         | コシツェ県       | ミハロウツェ郡   |
| 191    | ストラージスケ駅                              | 14.3         | 54.9         | ■  | ■  | ■   | ■  | 193号線（プレショウ方面）               | コシツェ県       | ミハロウツェ郡   |
| 191    | ブレコフ駅                                    | 4.2          | 59.1         | ｜ | ｜ | ■   | ■  |                                         | プレショフ県     | フメンネー郡     |
| 191    | フメンネー駅                                  | 5.4          | 64.5         | ■  | ■  | ■   | ■  |                                         | プレショフ県     | フメンネー郡     |
| 191    | フメンネー町駅                                | 0.8          | 65.3         |    |    |     | ■  | 196号線（スタクチーン方面）             | プレショフ県     | フメンネー郡     |
| 191    | コハノヴツェ駅                                | 3.6          | 68.9         |    |    |     | ■  |                                         | プレショフ県     | フメンネー郡     |
| 191    | ウダフスケー駅                                | 1.4          | 70.3         |    |    |     | ■  |                                         | プレショフ県     | フメンネー郡     |
| 191    | リュビシャ駅                                  | 4.4          | 74.7         |    |    |     | ■  |                                         | プレショフ県     | フメンネー郡     |
| 191    | ハンコヴツェ駅                                | 2.6          | 77.3         |    |    |     | ■  |                                         | プレショフ県     | フメンネー郡     |
| 191    | コシコヴツェ駅                                | 2.8          | 80.1         |    |    |     | ■  |                                         | プレショフ県     | フメンネー郡     |
| 191    | ズブヅケー・ドルヘー駅                        | 2.6          | 82.7         |    |    |     | ■  |                                         | プレショフ県     | フメンネー郡     |
| 191    | フラボヴェツ・ナド・ラボルツォム駅            | 2.8          | 85.5         |    |    |     | ■  |                                         | プレショフ県     | フメンネー郡     |
| 191    | ラドヴァニ・ナド・ラボルツォム駅              | 4.7          | 90.2         |    |    |     | ■  |                                         | プレショフ県     | メヂラボルツェ郡 |
| 191    | ヴォリツァ駅                                  | 2.3          | 92.5         |    |    |     | ■  |                                         | プレショフ県     | メヂラボルツェ郡 |
| 191    | ニジネー・チャビニ駅                          | 2.2          | 94.7         |    |    |     | ■  |                                         | プレショフ県     | メヂラボルツェ郡 |
| 191    | ヴィシネー・チャビニ駅                        | 1.8          | 96.5         |    |    |     | ■  |                                         | プレショフ県     | メヂラボルツェ郡 |
| 191    | スコフ駅                                      | 1.9          | 98.4         |    |    |     | ■  |                                         | プレショフ県     | メヂラボルツェ郡 |
| 191    | モナスティル駅                                | 2.5          | 100.9        |    |    |     | ■  |                                         | プレショフ県     | メヂラボルツェ郡 |
| 191    | クラースニ・ブロド駅                          | 1.8          | 102.7        |    |    |     | ■  |                                         | プレショフ県     | メヂラボルツェ郡 |
| 191    | メヂラボルツェ駅                              | 2.7          | 105.4        |    |    |     | ■  |                                         | プレショフ県     | メヂラボルツェ郡 |
| 191    | メヂラボルツェ町駅                            | 1.0          | 106.4        |    |    |     | ■  |                                         | プレショフ県     | メヂラボルツェ郡 |
| 191    | ウプクフ駅                                    | 14.6         | 121.0        |    |    |     | ■  | ポーランド国鉄107号線（ジェシュフ方面） | ポトカルパチェ県 | サノク郡         |

(*1): 2023年12月より旅客営業休止。